# Cimitero di Valmy
Il cimitero di Valmy è un cimitero del quartiere di Bercy, a Parigi, nel XII arrondissement. Si trova in avenue de la Porte de Charenton, tra la Porte de Charenton, il Bois de Vincennes, la linea ferroviaria e la tangenziale. Anche se si trova dentro l'area parigina, il cimitero è di proprietà della città di Charenton-le-Pont.

## Composizione
Il cimitero sorse su delle fortificazioni di Parigi e venne inaugurato nel 1906, vicino al cimitero di Bercy, prendendo il nome della cittadina di Valmy.
In esso si può trovare un memoriale dei caduti dell'Operazione Dinamo e gendarmi morti durante la presa degli ostaggi di Ouvéa nel 1988.